# Sidni Hoxha
Sidni Shpetim Hoxha (Scutari, 6 gennaio 1992) è un nuotatore albanese specializzato negli stile libero e farfalla.

## Biografia
Rappresentò l'Albania a tre edizioni consecutive dei Giochi olimpici estivi: Pechino 2008, in cui si classificò 63º nei 50 m stile libero, Londra 2012, dove si piazzò 37º nei 100 m stile libero, e Rio de Janeiro 2016, in cui ottenne il 41º posto nei 100 m stile libero.
Partecipò a diverse edizioni dei Campionati mondiali di nuoto a partire da Roma 2009.
Fece parte della spedizione albanese ai Giochi del Mediterraneo di Pescara 2009.

## Altri prigetti
- Wikimedia Commons contiene immagini o altri file su Sidni Hoxha